# Pere Escobar i Royo
Pere Escobar i Royo   (Barcelona, 16 de febrer de 1960) és un periodista esportiu català. Ha estat locutor a TV3 dels partits de primera divisió de futbol, i cap d'Esports de Televisió de Catalunya.

## Biografia
Alumne del Col·legi Claret de Barcelona, a l'edat de 16 o 17 anys volia ser periodista o psiquiatre, i finalment va optar per començar a estudiar periodisme, carrera que va deixar en el segon any, per continuar treballant. Va començar a treballar al Noticiero Universal, un diari de tardes, i després va estar en l'equip fundador de l'Sport, i en l'equip creador de Catalunya Ràdio. També treballà a la Hoja del lunes.
Pere Escobar va ingressar a Televisió de Catalunya l'any 1991 dintre l'àrea d'Esports per retransmetre els partits de futbol, tasca que va realitzar fins al 2002. El 1996 presentà el programa "Futbol en joc". El 2000 va anar a Ona Catalana, on va fer el programa "Ona Sport" durant 3 anys, i després va tornar a TVC. L'any 2002 va deixar els esports a TVC per moderar el programa de debat "En camp contrari". El mes de setembre del 2003 va començar a presentar el programa "En directe". El febrer de 2004 Francesc Escribano, director de la televisió catalana, va nomenar-lo Cap d'Esports de Televisió de Catalunya, càrrec que va ocupar fins al juny del 2008, quan fou substituït per Josep Maria Farràs. L'agost de 2008 tornà a ser comentarista de les retransmissions de futbol per TV3, juntament amb Pitxi Alonso.
L'any 2009 deixà TV3 i començà a presentar el programa El club de la mitjanit, a Catalunya Ràdio. És pare de cinc fills. El segon, Pau Escobar, que a part de ser també periodista és actor, ha actuat al TNC, la Villarroel o la Sala Beckett de Barcelona i a la sèrie de TV3 Bojos per Molière.